# Овлашћење за одмазду
Овлашћење за одмазду и репресалије (енг. letter of marque; фр. lettre de marque; lettre de course) је била писана дозвола у доба пловидбе којом су владе овлашћавале приватно лице, познато као приватни корсар, да напада и заузима бродове државе која је у рату са издаваоцем. Једном када би га заузели, приватници би могли да пред Адмиралитетским судом изнесу случај ради осуде и преноса власништва заузете имовине на корсара који ју је заузео. Овлашћење би укључивало и дозволу за прелазак међународних граница ради обављања одмазде (узвраћања за нанету штету) и био је овлашћен од стране надлежних органа да врши операције репресалија изван њених граница.
Популарно међу Европљанима од касног средњег века до 19. века, крстарење по непријатељским наградама с овлашћењем за репресалије сматрало се часним позивом који је комбиновао патриотизам и профит. Такво гусарење било је у супротности са нападима и хватањем насумичних бродова, што је било неовлашћено и познато као пиратерија ; пиратерија је била готово универзално омражена.  У стварности, разлике између корсара-приватника и пирата често су биле у најбољем случају суптилне, а у најгорем питање интерпретације. 
Поред значења саме дозволе, појмови овлашћење за одмазду и корсар-приватник понекад су коришћени за описивање самих пловила која су коришћена за прогон и хватање плена. У том контексту, овлашћење за одмазду и репресалије важило је за гломазан теретни носач са четвртастим једрима који би можда уловио плен ако би се прилика указала током вршења његових уобичајених дужности. Супротно томе, израз приватник генерално се односио на брзо пловило, монтирано тако да пркоси ветру, без четвртастих једара (fore-and-aft rigged) тешко наоружано и са великом посадом, намењено искључиво за борбу. 

## Етимологија и историја номенклатуре
Будући да овај појам није са ових, већ претежно са западноевропских простора, треба објаснити порекло њених уобичајених назива на тим језицима. Енглески термин Letter of Marque and Reprisal позајмљен је из француског термина Lettre de Marque et de Répressailles. Док су остали термини релативно транспарентни, треба појаснити шта тачно означава та „марка”. 
Та реч у француском позајмљена је из провансалског језика, где гласи marca, а њој сродан глагол marcar значи „запленити као јемство/залог”. Сама реч је германског порекла и у француске говоре је ушла преко франачког, a у прагерманском је реконструисана као *marką, „ознака, жиг”, отуд и енглеско mark, па и српска реч марка.
Према Оксфордском енглеском речнику, прва забележена употреба овог енглеског термина за овлашћење за репресалије била је у енглеском статуту 1354. године за време владавине Едварда III . Фраза се односила на „дозволу коју суверен додељује поданику, овлашћујући га да врши одмазду над поданицима непријатељске државе због повреда које му је наводно нанела непријатељска војска“. 

## Рана историја
Током средњег века, наоружана приватна пловила која су уживала прећутни пристанак свог суверена, ако не и изричито формално овлашћење, редовно су вршила рације против поморске трговине других држава, као у случају напада Френсиса Дрејка на шпанске бродове, од којих је Елизабета I (упркос својим тврдњама да је невина) узимала удео.  Гроцијев првобитни рад на међународном праву из 1604, De Iure Praedae (О закону о плену), бранио је право Низоземаца да пљачкају Шпанске и Португалске бродове. 
Енглески краљ Хенри III је први издао оно што је касније постало познато као овлашћење за приватнике-корсаре 1243.  Ове ране дозволе додељаване су одређеним појединцима да би нападали краљеве непријатеље на мору у замену за поделу прихода између приватника и Круне .
Овлашћење за одмазду и репресалијепрви пут је настало 1295. године,  50 година након што су први пут издате ратне дозволе за приватнике. Према Гроцију, овлашћења су била попут „приватног рата“, што је био стран концепт ондашњим сензибилитетима, али је био повезан са добом када је океан био без закона и када су сва трговачка пловила била наоружана за самоодбрану.  Одмазда је подразумевала тражење дозволе од суверена да се врши приватна одмазда против неког страног владара или поданика. Најранији пример овлашћене одмазде забележен у Енглеској био је 1295. године за време владавине Едварда I.  Појам одмазде и иза њега идеја да је оправдани рат подразумевао освету за неправду, држао се овлашћења за репресалије све до 1620. године у Енглеској, у смислу да би бродовласник који жели да поднесе захтев за такво овлашћење морао да Адмиралитетном суду достави процену својих губитака. 
Лиценцирање корсара-приватника током рата постало је широко распрострањено у Европи до 16. века,  када је већина држава  почела да доноси законе који регулишу додељивање овлашћења за одмазду.  Посао би могао бити врло профитабилан; током осам година Америчког револуционарног рата бродови са мајушног острва Гернзи, који су носили овлашћење, заробили су француска и америчка пловила у вредности од 900.000 фунти и наставили су да раде током наполеонских ратова . 
Иако су гусарење по поруџбини и овлашћења за одмазду првобитно били засебни правни појмов, такве разлике постале су сасвим техничке још пре осамнаестог века.  Устав Сједињених Држава, на пример, каже да ће „Конгрес имати моћ да ... додели овлашћења за одмазду и репресалије ...“,  без обавезе да од корсара-приватника чини засебне поруџбине.
Током америчког рата за независност, наполеонских ратова и рата 1812. године било је уобичајено вербално разликовати бродове корсара-приватника (познате и као приватни ратни бродови)  и наоружане трговачке бродове, који су се називали "писмима марке" (тј. овлашћењима за одмазду),  иако су и једни и други добијали исту провизију. Брод <i id="mwbQ">Сер Џон Шербрук</i> (Халифакс) био је приватник; <i id="mwbw">Сер Џон Шербрук</i> (Сејнт Џон) је био наоружани трговац. Британска Источноиндијска Компанија договарала је овлашћења за одмазду за њена пловила као што је <i id="mwcw">Лорд Нелсон</i>, не да могу да носе топове да одбију ратне бродове, корсар-приватнике, и пирате на својим путовањима у Индиу и Кину, то су могли и без дозволе, него тако да би, уколико би имали прилику да улове плен, то могли да ураде без да их окриве за пиратерију. Слично томе, и <i id="mwdQ">Ерл оф Морнингтон</i>, теретњак источноиндијске компаније од само шест топова, носио је овлашћење за одмазду.
У јулу 1793. године бродови источноиндијске компанје Royal Charlotte , Тритон и <i id="mwew">Ворли</i> учествовали су у заузимању Пудушерија блокирајући луку. Након тога, пошто су били на путу за Кину, иста три брода учествовала су у акцији у малајском мореузу . Наишли су на француску фрегату, са неких шест или седам британских улова, како допуњава своје бачве водом на обали. Три британска пловила одмах су почела да је гоне. Фрегата је побегла према Сундском теснацу . Бродови источноиндјске компаније су успели да сустигну већи број фрегатиних улова и, након неколико топовских хитаца, успели су да их поврате. Да нису носили писма овлашћења, такво понашање би се могло описати као пиратерија. Слично томе, 10. новембра 1800. године брод БИК Феникс заробио је француског корсара-приватника Женерал Малартик,  под вођством Жана-Марија Дитертра, што је било легално захваљујући писму овлашћења за одмазду. Поред тога, пловила са писмом овлашћења била су ослобођена обавезе да плове у конвоју, а званично су чланови њихове посаде током путовања били ослобођени присилне војне службе . 
Током Наполеонских ратова била су и два случаја ( <i id="mwjQ">Дарт</i> и <i id="mwjw">Кити</i> ), где су британски приватници провели неколико месеци код обал Сијере Леоне ловећи бродове за трговину робовима.

## Пријављивање за овлашћење за одмазду и правно дејство истог
Поступак издавања овлашћења и орган који их је издавао варирао је у зависности од времена и околности. На пример, у колонијалној Америци, колонијални гувернери су их издавали у име краља. Током америчког рата за независност, најпре су законодавне установе савезних држава, а затим државе и Континентални Конгрес, затим је након ратификације Устава Конгрес одобравао, а председник потписивао овлашћења за одмазду. Власник брода би послао пријаву у којој наводи име, опис, тонажу и силу (наоружање) пловила, име и пребивалиште власника и предвиђени број посаде, и на тендер ставио обвезницу обећавајући да ће строго поштовати законе земље и међународне законе и обичаје. Комисија је додељивана броду, а не његовом капетану, често на одређено време или за одређено подручје, и наводила је непријатеља на кога су напади дозвољени. На пример, током Другог берберског рата председник Џејмс Медисон овластио је  бригаду Гранд Турк из Сејлема у Масачусетсу за крстарење против „алжирских пловила, јавних или приватних, добара и поседа, који припадају Дахији Алжира “.  (Ова посебна комисија никада није употребљена, јер је издата истог дана када је потписан уговор којим је окончана америчка умешаност у рат - 3. јула 1815. )
У Великој Британији и у 18. веку, Високи адмиралски суд Британије издавао је Писмо овлашћења за одмазду. Било је нормално да предложени приватник плати депозит или обвезницу, вероватно 1.500 фунти (тренутна вредност 150.000 фунти) као јемство за добро понашање. Забележивани су детаљи брода, укључујући тонажу, посаду и оружје. Власништво над овим бродовима често је било подељено на ⅛ деоница. Награде су процењиване и вредноване с унапред подељеним профитом и договореним уделима награде између владе, власника и капетана и посаде.  ‍:75
Овлашћење за одмазду и репресалије у ствари је претварало приватно трговачко пловило у морнаричко помоћно пловило. Унајмљени корсар-приватник уживао је заштиту и био је подложан обавезама ратних закона. Ако је заробљена, посада је имала право на частан третман ратних заробљеника, док би без овлашћења били сматрани пуким гусарима „ у рату са целим светом “ (Hostis humani generis - непријатељима људског рода), злочинцима који су по закону бешени. 
Из тог разлога, предузимљиви поморски пљачкаши обично су користили овлашћења тзв.„ заставе погодности “ (flag of convenience), тражећи владе које су вољне да лиценцирају и озаконе њихове прекршаје. Француски / Ирски капетан Лук Рајан и његови поручници у само нешто више од две године командовали су са шест пловила под заставама три различите нације и на супротним странама у истом рату.  Слично томе, озлоглашена браћа Лафит у Њу Орлеансу крстарила су под овлашћењима обезбеђеним подмићивањем корумпираних званичника сумњивих влада Централне Америке, не би ли своју пљачку огрнули танким велом законитости. 

## Законитост плена, неважећа овлашћења, или незаконита окрутност
Писмо овлашћења за одмазду је према својим условима захтевало од корсара-приватника да заробљене бродове и њихов терет изведу пред адмиралске судове својих или савезничких земаља ради пресуде. Примењујући правила и обичаје закона о плену, судови су одлучили да ли је овлашћење валидно и важеће и да ли ухваћено пловило или његов терет у ствари припадају непријатељу (није увек било лако, будући да је ношење лажних застава била уобичајена пракса), и ако је тако, награда и њен терет су „осуђивани“, да би се продали на лицитацији са приходом подељеним између власника и посаде приватног брода. За пренос права власништва била је потребна формална осуда суда; у супротном би је претходни власници пловила могли повратити на следећем путовању и тражити надокнаду штете за заплењени терет. 
Често се законитост овлашћења доводила у питање  у случају подељеног суверенитета током грађанских ратова. Енглески суд је, на пример, одбио да призна овлашћења која је издала побуњена Ирска за време Џејмса I и обесио је осам капетана-приватника као пирате. Седамдесет и девет година касније током Америчког грађанског рата, Унија је за пиратство оптужила официре и посаду конфедерацијског приватничког брода Саване, назвавши њихово писмо овлашћења неважећим пошто је Унија одбила да призна отцепљену Конфедерацију као суверену државу.  Случај је резултирао неодлученом поротом, а након што је председник Конфедерације Џеферсон Дејвис запретио да ће узвратити вешањем по једног официра Уније за сваког погубљеног корсара-приватника Конфедерације, Унија је попустила и након тога часно поступала према приватницима из Конфедерације као са ратним заробљеницима. 
Услови њихових овлашћења такође су захтевали да приватници поштују ратне законе, поштују уговорне обавезе (избегавају нападе на неутралне снаге), а посебно да се према заробљеницима понашају што са највећом могућом учтивошћу и љубазношћу, докле год им то не би нарушавало личну безбедност.  Ако не би испунили своје обавезе, Адмиралитетски судови могли би да опозову овлашћење, па у одређеним случајевима и јесу, могли су одбити да доделе новчане награде, да запление обвезнице или чак да наплате деликтну штету приватнику и његовој посади. 

## Укидање приватног гусарења
Нације су се уговором често договарале да се одрекну приватног гусарења, као што су Енглеска и Француска у више наврата чиниле, почевши од дипломатских увертира Едварда III 1324; приватништво се ипак понављало у сваком међусобном рату у наредних 500 година. 
Бенџамин Френклин је покушао да убеди Французе да својим примером буду узор и престану да издају овлашћења својим корсарима, али тај напор је пропао када се рат са Британијом поново почео назирати.  Француски национални конвент јесте забрањиваотакву праксу, али је она обновљена након термидорске реакције, августа 1795; 26. септембра 1797. Министарство морнарице је било овлашћено да у ту сврху продаје мале бродове приватним странкама. 
Коначно, након париског конгреса на крају Кримског рата, седам европских држава потписало је Париску декларацију 1856. године одричући се приватништва, а на крају им се придружило још четрдесет и пет, што је у суштини укинуло приватничко гусарење широм света.  Сједињене Државе нису биле потписнице те декларације. Упркос покушају да се оконча приватништво широм света, нације су наставиле да издају маркијска писма. 1879. године на почетку Тихоокеанског рата, Боливија је издавала овлашћења за одмазду свим бродовима који су спремни да се боре за њих. У то време Боливија је била под претњом чилеанске флоте, али није имала морнарицу.

## 20. век
У децембру 1941. и првим месецима 1942, ни цепелин Л-класе Резолјут, који је био стациониран у Мофет Филду у Санивејлу, у Калифорнији, летео је с противподморничким патролама. Како је цивилна посада била наоружана пушкама, појавила се упорна заблуда да је то цепелин учинило приватничким (ваздухо-)пловилом и да су она и друге комерцијалне летелице радиле под овлашћењима за одмазду све док Америчка Морнарица није преузела операцију. Без одобрења Конгреса, морнарица не би могла легално да изда ниједно такво овлашћење.

## Америчко интересовање за овлашћења за одмазду у 21. веку
Члан 1 Устава Сједињених Држава наводи издавање овлаћења за одмазду и репресалије у Одељку 8 као једно од набројаних овлашћења Конгреса, заједно са моћи опорезивања и објављивања рата. Међутим, од Америчког грађанског рата, Сједињене Државе сходно својој спољној политици доследно следе одредбе Париске декларације 1856. године којом се забрањује таква пракса. Сједињене Државе нису легално упослиле ниједног приватника-корсара од 1815. године, иако је статус Гудјирових цепелина у првим данима Другог светског рата створио значајну забуну. Разни рачуни односе се на ваздушне бродове Резолјут и Волонтир који раде под „приватничким статусом“, али Конгрес никада није овластио њихово упошљење, нити је председник такав документ потписао. 
Питање овлашћења за одмазду покренуо је Конгрес после напада 11. септембра  и поново 21. јула 2007, конгресмен Рон Пол . Напади су дефинисани као дела "ваздушне пиратерије" и уведен је Закон о одмазди и репресалијама 2001. године, који би председнику дао овлашћење да користи овлашћења за одмазду против одређених терориста, уместо ратовања против стране државе. Терористи су упоређивани са гусарима по томе што је тешко борити се против њих традиционалним војним средствима.  Пол је 15. априла 2009. године такође заговарао употребу овлашћења за одмазду у сврху решавања проблема сомалских гусара који делују у Аденском заливу. Међутим, предлози које је Пол изнео нису спроведени у закон.

## Белешке
1. ↑  Upton's Maritime Warfare and Prize pp 170–171; 176. Discusses the history of letters of marque and reprisal. Upton is considered the foremost 19th-century American scholar on prize law.[према коме?]
2. ↑  Hewitson, Skull and Satire, p. 19–20.
3. ↑  Konstam, Pirates: Predators of the Seas, p. 10.
4. ↑  Donald Petrie. The Prize Game p. 4: Noting cumberous square-rigged cargo carriers that often secured letters of marque "just in case", "[c]onfusingly, such vessels were themselves called 'letters of marque'." Geoffrey Footner, Tidewater Triumph., pp ?: Discusses the difference between letter of marque vessels and privateers.
5. ↑  2nd ed. (Clarendon Press, 1989) (def. 1 of "marque" & def. 2a of "marque" defining "letter of marque").
6. ↑  Lord Russell. The French Corsairs. стр. 10.(discussing history of private plundering ventures).
7. ↑  Grotius, De Iure Praedae Commentarius (Commentary on the Law of Prize and Booty)pp 216-182 (Carnegie endowment translation of Grotius's Commentaries; the 12th Chapter later became the basis of the noted Mare Liberum (Freedom of the Seas) principle).
8. ↑  Francis R. Stark, "The Abolition of Privateering and the Declaration of Paris," in Studies in History, Economics and Public Law 221, 270–71 (Faculty of Political Sci. of Columbia University eds., Columbia University, 1897).
9. ↑  Stark at 272
10. ↑  Grotius, De Iure Praedae Commentarius (Commentary on the Law of Prize and Booty), pp. 62 (stating "the power to wage war privately resides in the individual, and the power to wage war publicly resides in the state").
11. ↑  Eastman, Famous Privateers of New England p. 1 (citing Edward I 1295 reprisal commission).
12. ↑  Lord Russell. The French Corsairs. стр. 12.(discussing early practice in England).
13. ↑  Eastman, Famous Privateers of New England p. 1 (recounting early letters of marque issued in contest between Spain and her revolted Low Countries in 1569).
14. ↑  Lord Russell. The French Corsairs. стр. 11.(discussing history of letters of marque: in France the first recorded use of letters of marque and reprisal was 1681).
15. ↑  Upton's Maritime Warfare and Prize p. 176 (discussing the history of letters of marque and reprisal).
16. ↑  Henry, R.A. The Reclamation of the Braye du Valle 1806-2006.
17. ↑  David J. Starkey, British Privateering Enterprise in the Eighteenth Century 20, 81 (1990).
18. ↑  "The Constitution of the United States", Article 1, Section 8, Clause 11.
19. ↑  "Answers" (1911) Mariner's Mirror, Vol. 1, №9 (September), pp.255-6.
20. ↑  Eastman, Some Famous Privateers p. 45 (reproducing a letter of marque granted in 1815 to the Grand Turk).
21. ↑  Girard, Peter (1990). More of Peter Girard's Guernsey: A Second Miscellany of Guernsey's History and Its People. Guernsey Press. ISBN 978-0902550421.
22. ↑  Donald Petrie. The Prize Game. стр. 3—6, 68, 145.(noting difference between privateering and piracy; some, like Captain William Kidd, crossed back and forth over the line).
23. ↑  Petrie, The Prize Game p. 68 (discussing Luke Ryan--in these two years they took 140 recorded prizes).
24. ↑  William Davis (2005). The Pirates Laffite.?.
25. ↑  Upton, Maritime Warfare and Prize p. 188 (saying prize court condemnation essential to convey clear title).
26. ↑  Petrie, The Prize Game p. 81 (discussing English hangings after rejecting as illegitimate letters of marque issued by Irish under James II, and the Confederate case of the Savannah).
27. ↑  „An Introduction to Privateering History | Shady Isle Pirate Society”. bbprivateer.ca (на језику: енглески). Архивирано из оригинала 26. 10. 2020. г. Приступљено 2018-08-09.
28. ↑  Robinson, The Confederate Privateers pp 133-151(chapter recounting trial of crew of Savannah and Davis's response; noting the Earl of Derby in the House of Lords protested the Union's treating privateers as pirates).
29. ↑  Eastman, Famous Privateers of New England p. 44-45 (recounting a custom of the War of 1812, that British captives would insert in New England newspapers "a card of thanks expressing their appreciation for kind treatment accorded them as prisoners."
30. ↑  Petrie, The Prize Game p. 158 (noting that in 1803 Lord Stowall fined the British captors of two vessels for keeping the captive Spanish crews in irons).
31. ↑  Lord Russell (1970). French Corsairs. at 13-33 (discussing repeated diplomatic efforts to ban privateering between France and England).
32. ↑  Lord Russell. French Privateering. стр. 34—35.(discussing Franklin's efforts to persuade the French Legislative Assembly to ban privateering).
33. ↑  Granier, Hubert (1998). Histoire des Marins français 1789-1815. illustrations by Alain Coz. Marines éditions. стр. 341. ISBN 2-909675-41-6.
34. ↑  
Petrie, The Prize Game p. 143 (discussing the end of privateering.)
35. ↑  Shock, James R.; Smith, David R. (2002). The Goodyear Airships. Bloomington IL: Airship International Press. стр. 43. ISBN 0-9711637-0-7.
36. ↑  Theodore Richard (пролеће 2010). „Reconsidering the Letter of Marque: Utilizing Private Security Providers Against Piracy”. Public Contract Law Journal. 39 (3): 411—464. at 429 n.121, . Available at ssrn.com]
37. ↑  TST: Statement on the Congressional Authorization of the Use of Force Архивирано 2007-09-30 на сајту
38. ↑  Paul offers President New Tool in the War on Terrorism on the homepage of United States House of Representatives, accessed at April 29, 2007. Архивирано мај 2, 2007 на сајту